# Světový pohár v orientačním běhu 2010
Světový pohár v orientačním běhu v roce 2010 (Orienteering World Cup 2010) je série závodů v orientačním běhu. Tato soutěž je pořádaná každoročně Mezinárodním svazem orientačního běhu (IOF). První oficiální série světového poháru se konala v roce 1986 a poté každý druhý rok až do roku 2004. Od roku 2004 se světový pohár koná každoročně. V roce 2010 bylo na programu 12 bodovaných závodů: v Bulharsku, Finsku, Švédsku, Norsku, Francii a Švýcarsku.

## Program světového poháru 2010
| č.  | Datum           | Trať   | Místo                | Závod                         | Vítěz muži        | Vítěz ženy             |
| --- | --------------- | ------ | -------------------- | ----------------------------- | ----------------- | ---------------------- |
| 1.  | 30. květen 2010 | Sprint | Primorsko, Bulharsko | EOC 2010                      | Fabian Hertner    | Helena Janssonová      |
| 2.  | 4. června 2010  | Middle | Primorsko, Bulharsko | EOC 2010                      | Valentin Novikov  | Simone Niggli-Luderová |
| 3.  | 5. června 2010  | Long   | Primorsko, Bulharsko | EOC 2010                      | Daniel Hubmann    | Simone Niggli-Luderová |
| 4.  | 17. června 2010 | Middle | Tuusula, Finsko      | Nordic Orienteering Tour 2010 | Daniel Hubmann    | Simone Niggli-Luderová |
| 5.  | 22. června 2010 | Sprint | Stockholm, Švédsko   | Nordic Orienteering Tour 2010 | Fabian Hertner    | Helena Janssonová      |
| 6.  | 26. června 2010 | Middle | Raufoss, Norsko      | Nordic Orienteering Tour 2010 | Audun Weltzien    | Simone Niggli-Luderová |
| 7.  | 8. srpna 2010   | Sprint | Trondheim, Norsko    | WOC 2010                      | Matthias Müller   | Simone Niggli-Luderová |
| 8.  | 12. srpna 2010  | Long   | Trondheim, Norsko    | WOC 2010                      | Olav Lundanes     | Simone Niggli-Luderová |
| 9.  | 14. srpna 2010  | Middle | Trondheim, Norsko    | WOC 2010                      | Carl Waaler Kaas  | Minna Kauppiová        |
| 10. | 3. října 2010   | Long   | Annecy, Francie      | World Cup 2010 Pre-WOC        | Thierry Gueorgiou | Simone Niggli-Luderová |
| 11. | 9. října 2010   | Middle | Ženeva, Švýcarsko    | IOF World Cup - Final         | Thierry Gueorgiou | Simone Niggli-Luderová |
| 12. | 10. října 2010  | Sprint | Ženeva, Švýcarsko    | IOF World Cup - Final         | Daniel Hubmann    | Simone Niggli-Luderová |

## Konečné pořadí TOP - 10
| Muži     | Muži           | Muži              | Muži | Ženy     | Ženy      | Ženy                   | Ženy |
| Umístění | Země           | Jméno a příjmení  | Body | Umístění | Země      | Jméno a příjmení       | Body |
| -------- | -------------- | ----------------- | ---- | -------- | --------- | ---------------------- | ---- |
| 1.       | Švýcarsko      | Daniel Hubmann    | 807  | 1.       | Švýcarsko | Simone Niggli-Luderová | 1080 |
| 2.       | Švýcarsko      | Matthias Müller   | 613  | 2.       | Švédsko   | Helena Janssonová      | 710  |
| 3.       | Francie        | Thierry Gueorgiou | 450  | 3.       | Švédsko   | Maja Almová            | 422  |
| 4.       | Norsko         | Carl Waaler Kaas  | 403  | 4.       | Finsko    | Minna Kauppiová        | 379  |
| 5.       | Norsko         | Olav Lundanes     | 402  | 5.       | Švédsko   | Lena Eliassonová       | 368  |
| 6.       | Švýcarsko      | Matthias Merz     | 400  | 6.       | Česko     | Dana Brožková          | 368  |
| 7.       | Norsko         | Audun Weltzien    | 388  | 7.       | Dánsko    | Marianne Andersenová   | 352  |
| 8.       | Švýcarsko      | Fabian Hertner    | 378  | 8.       | Rakousko  | Caroline Cejková       | 348  |
| 9.       | Velká Británie | Graham Gristwood  | 328  | 9.       | Finsko    | Anni-Maija Finckeová   | 326  |
| 10.      | Francie        | Philippe Adamski  | 321  | 10.      | Švédsko   | Annika Billstamová     | 323  |